# No. 8 Thomas Street Building
El Edificio No. 8 Thomas Street  es un edificio histórico ubicado en Nueva York, Nueva York. El Edificio n.º 8 Thomas Street se encuentra inscrito  en el Registro Nacional de Lugares Históricos desde el 30 de abril de 1980.  

## Ubicación
El Edificio n.º 8 Thomas Street se encuentra dentro del condado de Nueva York en las coordenadas 40°42′57″N 74°00′22″O / 40.715833, -74.006111.